# Офтопік
Офтопік, офтоп (від англ. off topic, OT — дослівно «поза темою») — будь-яке мережеве повідомлення, що виходить за межі заздалегідь встановленої теми спілкування. Офтопіком може вважатися:
- запис на вебфорумі, що не відповідає або загальному напрямку форуму, або тій темі, в рамках якої запис залишений;
- лист у поштовій розсилці, який не відповідає темі розсилки;
- лист у групі новин Usenet, що відхиляється від теми, оголошеної в правилах групи;
- лист до ехоконференції Фідонету, що відхиляється від теми, оголошеної в правилах ехоконференції, і (або) взагалі не відповідає назві (ехотагу) ехоконференції (неехотажний лист);
- запис у будь-якій зі спільнот LiveJournal, який не відповідає профілю цієї спільноти;
- запис у гостьовій книзі, котрий не відповідає тематиці вебсайту, на якому розташовується гостьова книга;
- репліка в чаті, яка не відповідає оголошеній темі (англ. topic) діалогів чату.

Офтопік розглядається як порушення мережевого етикету, оскільки розмиває заздалегідь оголошене обмеження теми спілкування, що призводить до неозорості кола обговорюваних питань і відлякує тих читачів, у яких немає часу на прочитання повідомлень, що віддаляються від їхнього власного кола інтересів. Створення повідомлень, що є офтопіком, зазвичай не схвалюється модераторами. Модератор може заблокувати розміщення винним в офтопіку учасником подальших повідомлень та реплік (або, простіше кажучи, до бану).
Певні теми повідомлень можуть бути заздалегідь оголошені модераторами як офтопік, щоб наперед недвозначно окреслити рамки подальшого обговорення, підкреслюючи межі припустимого і неприпустимого відхилення від основної теми діалогів.
Щоб переконатись, що повідомлення відповідає темі форуму, спеціалісти радять перед відсиланням повідомлення провести пошук серед тематики форумів.
Алегоричне значення слова офтоп — яскраве повідомлення, що виділяється із загальної рутини.